# فابیو اسپینوسا
فابیو اسپینوسا (اسپانیایی: Fabio Espinosa‎؛ زادهٔ ۱۳ ژوئن ۱۹۴۸) بازیکن فوتبال اهل کلمبیا بود.